# استلیاسه
استلیاسه (انگلیسی: Asteliaceae) خانواده ای از گیاهان گلدار است که در ردیف مارچوبه‌های تک لپه ای قرار می‌گیرند.